# Obiricodesmus rosascens
Obiricodesmus rosascens är en mångfotingart som först beskrevs av Brandt 1839.  Obiricodesmus rosascens ingår i släktet Obiricodesmus och familjen Chelodesmidae. Inga underarter finns listade i Catalogue of Life.